# Steady B
Steady B (bürgerlich Warren McGlone, * 17. September 1969 in Philadelphia) ist ein amerikanischer Rapper und Musikproduzent. Er gehörte zur Rap-Gruppe Hilltop Hustlers aus Philadelphia.

## Leben
Zusammen mit seinem Freund Cool C und einem anderen in Philadelphia lokalisierten Rapper namens Ultimate Eaze veröffentlichte er 1993 das Album Countin Endless Bank unter dem Gruppennamen C.E.B. (wobei C für Cool C, E für Ultimate Eaze und B für Steady B steht). Dem Album war kein kommerzieller Erfolg beschieden, weswegen sein Label Jive Records seinen Vertrag kündigte.
Am 2. Januar 1996 überfiel er zusammen mit Cool C und dem Philadelphia-Rapper Mark Canty eine Filiale der PNC-Bank in Philadelphia. Während des missglückten Raubüberfalls wurde die Polizistin Lauretha Vaird, die auf den stillen Alarm der Bank reagierte, von Cool C erschossen.
Steady B wurde kurz nach dem Raubüberfall in seiner Wohnung festgenommen. Zwei Handfeuerwaffen, zurückgelassen von Cool C und Mark Canty, inklusive der Mordwaffe, wurden auf Steady B zurückgeführt. Am 3. Oktober 1996 wurde er des Mordes mit bedingtem Vorsatz für schuldig erklärt. Er wurde am 13. Dezember 1996 zu einer lebenslangen Freiheitsstrafe ohne Möglichkeit der Entlassung auf Bewährung verurteilt.

## Diskografie
Soloalben:
- 1986: Bring the Beat Back
- 1987: What’s My Name
- 1988: Let the Hustlers Play
- 1989: Going Steady
- 1991: V
- 2015: The Essential Steady B

Zusammen mit Cool C und Ultimate Eaze als C.E.B.:
- 1993: Countin Endless Bank